# Sebastian Gatzka
Sebastian Gatzka (né le 19 mai 1982 à Rotenburg an der Fulda) est un athlète allemand spécialiste du 400 mètres.

## Biographie
Aux Championnats d'Europe en salle de 2005, Sebastian Gatzka remporte la médaille de bronze sur 400 mètres, avec un temps de 46 s 88. Il est devancé par l'Irlandais David Gillick et l'Espagnol David Canal.

### Palmarès
| Date | Compétition                    | Lieu              | Résultat | Épreuve   | Performance   |
| ---- | ------------------------------ | ----------------- | -------- | --------- | ------------- |
| 2000 | Championnats du monde juniors  | Santiago du Chili | 2e       | 4 x 400 m | 3 min 06 s 79 |
| 2003 | Championnats d'Europe espoirs  | Bydgoszcz         | 2e       | 4 x 400 m | 3 min 03 s 36 |
| 2005 | Championnats d'Europe en salle | Madrid            | 3e       | 400 m     | 46 s 88       |
| 2005 | Championnats d'Europe en salle | Madrid            | 4e       | 4 x 400 m | 3 min 10 s 14 |

### Records
| Épreuve    | Épreuve      | Performance | Lieu       | Date            |
| ---------- | ------------ | ----------- | ---------- | --------------- |
| 400 mètres | En plein air | 45 s 88     | Ratisbonne | 17 juin 2006    |
| 400 mètres | En salle     | 46 s 63     | Karlsruhe  | 29 janvier 2005 |